# Luis Di Matteo
Luis Di Matteo (* 10. Mai 1934 in Montevideo, Uruguay) ist ein uruguayischer Bandoneonspieler und Komponist. Im Tango Nuevo hat er laut Süddeutscher Zeitung „abseits von Piazzolla seinen ganz eigenen Stil entwickelt“.

## Leben und Wirken
Di Matteo wurde durch seinen Vater, einen Schuster und Amateurmusiker, ab dem Alter von zehn Jahren auf dem Bandoneon unterwiesen. Als Jugendlicher trat er mit Vater und Schwester im Trio El Trio Azul in Cafés und auf Volksfesten auf. Er begann Notenhefte für Klavier zu studieren und für das Bandoneon zu bearbeiten. Eine kurze, aber intensive Ausbildung erhielt er am Konservatorium Kollischer in Montevideo. 1954 hatte er bereits zehn eigene Werke komponiert.
Zwischen 1955 und 1963 war Di Matteo Mitglied im Tangoorchester von César Zagnoli, das in Montevideo und Buenos Aires auftrat und zwei Alben sowie diverse Singles für das Plattenlabel Antar-Telefunken einspielte. 1963 verließ er Zagnoli und gründete sein erstes eigenes Ensemble, zu dem Ruben de la Fuente (Piano), Eduardo Trinchitella (Kontrabass) und Jorge Pena (Gesang) gehörten. 1967 entstand unter eigenem Namen seine erste Aufnahme, A Sugerencia del Club. 1970 begab er sich nach Buenos Aires, um in der dortigen Tangoszene mit Hector Stamponi zusammenzuarbeiten, für den er auch arrangierte und komponierte. Eine Einladung von Astor Piazzolla, in seinem Orchester zu spielen, lehnte er ab. 1971 produzierte er in Montevideo mit Triobesetzung mit Estudio para Tres sein erstes Album (mit Darwin Viscuso am Piano und Osvaldo Nole am Kontrabass).
Im folgenden Jahr nahm Di Matteo der Servicio Oficial de Difusión, Radiotelevisión y Espectáculos unter Vertrag; als Leiter eines großen Orchesters trat er regelmäßig im uruguayischen Fernsehen auf. Mit Tangos en Blue Jeans (1975), Proceso (1976), Monologando (1979), Rumbo al Cenit (1981) und Latitud 55 (1983) folgten weitere Alben in unterschiedlicher Besetzung. Im Frühjahr 1983 fand eine erste Konzerttournee in Deutschland statt; für Jaro Records entstand mit Tango Contemporaneo ein erstes Album. Weitere Tourneen und eine Einladung von Joachim Ernst Berendt zu den Donaueschinger Musiktagen 1985 folgten. Er komponierte die Musik für den Spielfilm Los Dueños del Silencio (1987) von Carlos Lemos und begann Solokonzerte auf dem Bandoneon zu geben; 1988 folgte das Soloalbum Por Dentro de mi. Mit dem Uljanowsk Chamber Orchestra nahm er das Album Del nuevo Ciclo auf. Auf mehreren Tourneen Anfang der 1990er Jahre etablierte er sich in Europa als Bandoneon-Solist. Mit der Sängerin Silvana Deluigi entstand die CD Tangos für Wergo.
Di Matteos Suiten für Bandoneon und Streichquintett wurden 1995 in Montevideo unter dem Titel Escibo para los Angeles eingespielt. Zudem integrierte Di Matteo die Rhythmen des Candombe in seine Musik (Candombe uruguayo 1999), die er 2001 auf dem Montevideo Jazz Festival, 2002 in Nijmegen und Krefeld vorstellte. Elektronische Musik und Tango verschmolz er auf seinem Album Tango y mas allá (2004). Spätere Alben wie Iceberg (2010) und No todo está perdido (2013) erschienen bei Perro Andaluz.